# Jonathan Barron
Jonathan Barron (* 2. März 1937) ist ein englischer Snookerspieler aus Mevagissey (Cornwall), der die Snooker-Amateurweltmeisterschaft 1970 sowie dreimal die English Amateur Championship gewinnen konnte.

## Karriere
Barron erlernte das Spiel von seinem Vater, einem Ladenbesitzer aus Mevagissey, und seinem älteren Bruder. 1960 nahm er erstmals an der English Amateur Championship teil, schied aber vergleichsweise früh aus. 1962 erreichte er dagegen das Finale, unterlag aber Ron Gross. Nach einer weiteren frühen Niederlage 1963 zog er 1964 ins Halbfinale des neu eingeführten, südlichen Qualifikationswettbewerbs ein, wo er gegen Ray Reardon verlor. Kurz nach seiner Heirat ging er 1967 mit Reardon in Südafrika auf Tournee. 1969 stand er zum zweiten Mal im Endspiel, das er erneut verlor, diesmal gegen Ray Edmonds. 1970 qualifizierte er sich mit einem Sieg über Chris Ross im Qualifikationswettbewerb erneut für das Endspiel, in dem er sich mit einem 11:10-Sieg über Sid Hood zum britischen Meister kürte. Deshalb durfte Barron im selben Jahr an der Amateurweltmeisterschaft teilnehmen. Als Sieger seiner Gruppe erreichte er das Endspiel, in dem es zu einer Neuauflage seines Meisterspiels gegen Sid Hood kam. Erneut siegte Barron, diesmal mit 11:7, wodurch Barron Amateurweltmeister wurde. 1971 erreichte er bei der britischen Meisterschaft mit einem Qualifikationsturnier-Sieg über Mario Berni aus Wales erneut das Finale und verteidigte dort gegen Doug French seinen Titel.
Mit Marcus Owen besiegte er 1972 erneut im Finale des Qualifikationswettbewerbes einen Waliser. Im Endspiel um die britische Meisterschaft verteidigte Barron seinen Titel erneut, diesmal mit 11:9 gegen Ray Edmonds. Kurz danach nahm er an der Amateurweltmeisterschaft und überstand beide Gruppenphasen, unterlag aber im Halbfinale Ray Edmonds. Immerhin gewann Barron gegen den Inder Arvind Savur das Spiel um Platz 3. 1973 beendete Marcus Owen im Halbfinale der Qualifikation für die britische Meisterschaft Barrons Erfolgsserie. Im selben Jahr wurde er zum Profiturnier Norwich Union Open eingeladen, wo er nach einem Sieg über Ron Gross im Achtelfinale gegen Ray Edmonds ausschied. Nach seinem Karriereende spielte Barron, der in seiner Heimat Cornwall zahlreiche regionale Titel gewinnen konnte, noch in der St Blazey League im Team Mevagissey weiter, ehe er im Jahr 2000 seine Karriere endgültig beendete.

## Erfolge
| Ausgang         | Jahr | Turnier                              | Finalgegner | Ergebnis  |
| --------------- | ---- | ------------------------------------ | ----------- | --------- |
| Amateurturniere |      |                                      |             |           |
| Zweiter         | 1962 | English Amateur Championship         | Ron Gross   | 9:11      |
| Sieger          | 1969 | English Amateur Championship – South | unbekannt   | unbekannt |
| Zweiter         | 1969 | English Amateur Championship         | Ray Edmonds | 6:11      |
| Sieger          | 1970 | English Amateur Championship – South | Chris Ross  | 6:5       |
| Sieger          | 1970 | English Amateur Championship         | Sid Hood    | 11:10     |
| Sieger          | 1970 | Snooker-Amateurweltmeisterschaft     | Sid Hood    | 11:7      |
| Sieger          | 1971 | English Amateur Championship – South | Mario Berni | 6:4       |
| Sieger          | 1971 | English Amateur Championship         | Doug French | 11:9      |
| Sieger          | 1972 | English Amateur Championship – South | Marcus Owen | 6:2       |
| Sieger          | 1972 | English Amateur Championship         | Ray Edmonds | 11:9      |